# Топ 14
Топ 14 је први ранг рагби јунион такмичења у Француској и најјача лига у Европи.

## Историја
Рагби јунион је у Француској веома популаран екипни спорт и има дугу традицију. До сада су 24 различита тима освајала француску прву лигу, а најтрофејнији је Тулуз са 19 титула шампиона Француске. Прва сезона је одиграна још у 19. веку, тачније 1892. а шампион је био Расинг.

### Списак шампиона Француске
- 1892. Расинг Метро
- 1893. Стад Франс
- 1894. Стад Франс
- 1895. Стад Франс
- 1896. Олимпик Париз
- 1897. Стад Франс
- 1898. Стад Франс
- 1899. Стад Борделеиз
- 1900. Расинг Метро
- 1901. Стад Франс
- 1902. Расинг Метро
- 1903. Стад Франс
- 1904. Стад Борделеиз
- 1905. Стад Борделеиз
- 1906. Стад Борделеиз
- 1907. Стад Борделеиз
- 1908. Стад Франс
- 1909. Стад Борделеиз
- 1910. Лион
- 1911. Стад Борделеиз
- 1912. Тулуз
- 1913. Бајон
- 1914. Перпињан
- 1915. Није се играло због рата
- 1916. Није се играло због рата
- 1917. Није се играло због рата
- 1918. Није се играло због рата
- 1919. Није се играло због рата
- 1920. Тарбес
- 1921. Перпињан
- 1922. Тулуз
- 1923. Тулуз
- 1924. Тулуз
- 1925. Перпињан
- 1926. Тулуз
- 1927. Тулуз
- 1928. Палоиз
- 1929. Квилан
- 1930. Аген
- 1931. Тулон
- 1932. Олимпик Лион
- 1933. Олимпик Лион
- 1934. Бајон
- 1935. Олимпик Биариц
- 1936. Нарбон
- 1937. Виен
- 1938. Перпињан
- 1939. Олимпик Биариц
- 1940. Није се играло због рата
- 1941. Није се играло због рата
- 1942. Није се играло због рата
- 1943. Бајон
- 1944. Перпињан
- 1945. Аген
- 1946. Палоиз
- 1947. Тулуз
- 1948. Лордез
- 1949. Кастрес
- 1950. Кастрес
- 1951. Кармакс
- 1952. Лордез
- 1953. Лордез
- 1954. Гренобл
- 1955. Перпињан
- 1956. Лордез
- 1957. Лордез
- 1958. Лордез
- 1959. Расинг Метро
- 1960. Лордез
- 1961. Безиерс
- 1962. Аген
- 1963. Стад Монтиз
- 1964. Палоиз
- 1965. Аген
- 1966. Аген
- 1967. Монатаубан
- 1968. Лордез
- 1969. Беглеиз
- 1970. Ла Волте
- 1971. Безиерс
- 1972. Безиерс
- 1973. Тарбес
- 1974. Безиерс
- 1975. Безиерс
- 1976. Аген
- 1977. Безиерс
- 1978. Безиерс
- 1979. Нарбон
- 1980. Безиерс
- 1981. Безиерс
- 1982. Аген
- 1983. Безиерс
- 1984. Безиерс
- 1985. Тулуз
- 1986. Тулуз
- 1987. Тулон
- 1988. Аген
- 1989. Тулуз
- 1990. Расинг Метро
- 1991. Беглеиз
- 1992. Тулон
- 1993. Кастрес
- 1994. Тулуз
- 1995. Тулуз
- 1996. Тулуз
- 1997. Тулуз
- 1998. Стад Франс
- 1999. Тулуз
- 2000. Стад Франс
- 2001. Тулуз
- 2002. Олимпик Биариц
- 2003. Стад Франс
- 2004. Стад Франс
- 2005. Олимпик Биариц
- 2006. Олимпик Биариц
- 2007. Стад Франс
- 2008. Тулуз
- 2009. Перпињан
- 2010. Клермон
- 2011. Тулуз
- 2012. Тулуз
- 2013. Кастрес
- 2014. Тулон
- 2015. Стад Франс

## О лиги
У лиги учествује 14 клубова, првих шест иду у плеј оф и имају обезбеђен пласман у куп европских шампиона, седми игра плеј оф за улазак у куп европских шампиона против једног енглеског премијерлигаша, осми, девети, десети, једанаести и дванасти имају обезбеђен пласман у куп изазивача у рагбију, а два последње пласирана испадају у другу лигу која се зове Про Д2. Рагбисти у Топ 14 су најплаћенији на свету са просечном платом од око 150 000 евра годишње, док најбољи играчи зарађују и преко 600 000 евра годишње. Тулуз има највећи буџет, око 33 милиона евра. Топ 14 је најгледанија рагби јунион лига у Европи, са око 14 000 гледалаца на свакој утакмици, док на дерби мечевима буде и преко 80 000 гледалаца. У четвртфиналу, полуфиналу и финалу нема реваша, финале се увек игра на Стад де Франс. У регуларном делу првенства, победа вреди 4 бода, нерешено 2 бода, 1 бонус бод се добија за пораз мањи од 6 поена и 1 бонус бод за постигнута 3 или више есеја на истој утакмици.
Сезона 2015-2016
У сезони 2015-2016 учествоваће следећи клубови:
- Бордо Биглс
- Брив (рагби јунион)
- Ажен (рагби јунион)
- Гренобл (рагби јунион)
- Клермон (рагби јунион)
- Монпеље (рагби јунион)
- Ојонакс (рагби јунион)
- Олимпик Кастр
- По (рагби јунион)
- Тулуз (рагби јунион)
- Стад Франс
- Стад Рошел
- Расинг 92
- Рагби клуб Тулон